# Vittorio Federico di Anhalt-Bernburg
Vittorio Federico di Anhalt-Bernburg (Bernburg, 20 settembre 1700 – Bernburg, 18 maggio 1765) è stato un principe tedesco del casato d'Ascania. Fu il principe regnante del principato di Anhalt-Bernburg dal 1721 al 1765.

## Biografia
Vittorio Federico nacque il 20 settembre 1700 a Bernburg come secondo (ma il maggiore ed unico sopravvissuto) figlio maschio del principe Carlo Federico e della sua prima moglie, la contessa Sofia Albertina di Solms-Sonnenwalde.
Nel 1717 e sino al 1718, compì il suo Grand tour in Francia. Rientrato in patria, decise di intraprendere la carriera militare nell'esercito prussiano, ove venne ammesso col grado di capitano.
Dopo la morte del padre nel 1721, Vittorio Federico gli succedette in Anhalt-Bernburg. Avviato alla carriera militare, divenne ben presto capitano dell'esercito prussiano nel 1722 e quindi venne nominato cavaliere dell'Ordine dell'Aquila Nera.
Come principe, mostrò un particolare interesse per l'industria mineraria e metallurgica e visitava spesso le miniere sul monte Harz. Dal 1724 entrò in possesso esclusivo delle locali miniere d'argento che, unitamente all'aumento delle imposte per la popolazione del principato, alla limitazione dell'amministrazione delle comunità locali ed agli oneri legati alle cacce del principe sui terreni privati, portarono allo scoppio di una rivolta nel 1751. Lo scontro proseguì sino al 1753 quando l'opposizione prese le forme di una grave rivolta politica che venne repressa solo con l'uso della forza.
Morì il 18 maggio 1765 a Bernburg.

## Matrimoni e figli
Nel 1724 sposò la figlia del principe Leopoldo I di Anhalt-Dessau, Luisa (29 luglio 1732), dalla quale ebbe una sola figlia:
- Sofia Luisa (1732-1786), sposò il conte Federico Amedeo Enrico di Solms-Baruth

Alla morte della prima moglie, si risposò nel 1733 a Potsdam con Albertina, figlia del margravio Alberto Federico di Brandeburgo-Schwedt, dalla quale ebbe i seguenti eredi:
- Federico Alberto (1735-1796) sposò la principessa Luisa Albertina di Schleswig-Holstein-Sonderburg-Plön
- Carlotta Guglielmina (1737-1777) sposò il principe Cristiano Günther III di Schwarzburg-Sondershausen
- Maria Carolina (nata e morta nel 1739)
- Federica Augusta Sofia (1744-1827) sposò il principe Federico Augusto di Anhalt-Zerbst
- Cristina (1746-1823) sposò il principe Augusto di Schwarzburg-Sondershausen

Alla morte della seconda moglie, contrasse un matrimonio morganatico con Constanze Schmidt, Baronessa di Bähr, dalla quale ebbe una figlia:
- Luisa Federica Guglielmina di Bähr (1752-1820), sposò il conte Ottone Enrico Ludovico di Solms-Sonnenwalde

## Voci correlate

Il monogramma personale di Vittorio Federico.

## Ascendenza
|                                          |                                       |                                                 | Genitori                                  |  |  | Nonni |  |  | Bisnonni                        |  |  | Trisnonni                      |  |
|                                          |                                       |                                                 |                                           |  |  |       |  |  | Cristiano II di Anhalt-Bernburg |  |  | Cristiano I di Anhalt-Bernburg |  |
|                                          |                                       |                                                 |                                           |  |  |       |  |  | Cristiano II di Anhalt-Bernburg |  |  | Cristiano I di Anhalt-Bernburg |  |
|                                          |                                       | Anna di Bentheim-Tecklenburg                    |                                           |  |  |       |  |  | Cristiano II di Anhalt-Bernburg |  |  |                                |  |
| Vittorio Amedeo di Anhalt-Bernburg       |                                       |                                                 |                                           |  |  |       |  |  | Cristiano II di Anhalt-Bernburg |  |  |                                |  |
|                                          |                                       | Eleonora Sofia di Schleswig-Holstein-Sonderburg | Giovanni di Schleswig-Holstein-Sonderburg |  |  |       |  |  |                                 |  |  |                                |  |
|                                          |                                       | Eleonora Sofia di Schleswig-Holstein-Sonderburg | Giovanni di Schleswig-Holstein-Sonderburg |  |  |       |  |  |                                 |  |  |                                |  |
|                                          |                                       | Eleonora Sofia di Schleswig-Holstein-Sonderburg | Agnese Edvige di Anhalt                   |  |  |       |  |  |                                 |  |  |                                |  |
| Carlo Federico di Anhalt-Bernburg        |                                       | Eleonora Sofia di Schleswig-Holstein-Sonderburg |                                           |  |  |       |  |  |                                 |  |  |                                |  |
|                                          |                                       | Federico del Palatinato-Zweibrücken-Veldenz     | Giovanni II del Palatinato-Zweibrücken    |  |  |       |  |  |                                 |  |  |                                |  |
|                                          |                                       | Federico del Palatinato-Zweibrücken-Veldenz     | Giovanni II del Palatinato-Zweibrücken    |  |  |       |  |  |                                 |  |  |                                |  |
|                                          |                                       | Federico del Palatinato-Zweibrücken-Veldenz     | Luisa Giuliana del Palatinato             |  |  |       |  |  |                                 |  |  |                                |  |
| Elisabetta del Palatinato-Zweibrücken    |                                       | Federico del Palatinato-Zweibrücken-Veldenz     |                                           |  |  |       |  |  |                                 |  |  |                                |  |
|                                          |                                       | Anna Giuliana di Nassau-Dillenburg              | Guglielmo Luigi di Nassau-Saarbrücken     |  |  |       |  |  |                                 |  |  |                                |  |
|                                          |                                       | Anna Giuliana di Nassau-Dillenburg              | Guglielmo Luigi di Nassau-Saarbrücken     |  |  |       |  |  |                                 |  |  |                                |  |
|                                          |                                       | Anna Giuliana di Nassau-Dillenburg              | Anna Amalia di Baden-Durlach              |  |  |       |  |  |                                 |  |  |                                |  |
| Vittorio Federico di Anhalt-Bernburg     |                                       | Anna Giuliana di Nassau-Dillenburg              |                                           |  |  |       |  |  |                                 |  |  |                                |  |
|                                          | Enrico Guglielmo di Solms-Sonnenwalde | Giorgio Federico I di Solms-Sonnenwalde         |                                           |  |  |       |  |  |                                 |  |  |                                |  |
|                                          | Enrico Guglielmo di Solms-Sonnenwalde | Giorgio Federico I di Solms-Sonnenwalde         |                                           |  |  |       |  |  |                                 |  |  |                                |  |
|                                          | Enrico Guglielmo di Solms-Sonnenwalde | Anna Sofia di Anhalt-Bernburg                   |                                           |  |  |       |  |  |                                 |  |  |                                |  |
| Giorgio Federico II di Solms-Sonnenwalde | Enrico Guglielmo di Solms-Sonnenwalde |                                                 |                                           |  |  |       |  |  |                                 |  |  |                                |  |
|                                          |                                       | Maria Maddalena di Oettingen-Oettingen          | Ludovico Eberardo di Oettingen-Oettingen  |  |  |       |  |  |                                 |  |  |                                |  |
|                                          |                                       | Maria Maddalena di Oettingen-Oettingen          | Ludovico Eberardo di Oettingen-Oettingen  |  |  |       |  |  |                                 |  |  |                                |  |
|                                          |                                       | Maria Maddalena di Oettingen-Oettingen          | Margherita di Oettingen-Oettingen         |  |  |       |  |  |                                 |  |  |                                |  |
| Sofia Albertina di Solms-Sonnenwalde     |                                       | Maria Maddalena di Oettingen-Oettingen          |                                           |  |  |       |  |  |                                 |  |  |                                |  |
|                                          |                                       | Cristiano II di Anhalt-Bernburg                 | Cristiano I di Anhalt-Bernburg            |  |  |       |  |  |                                 |  |  |                                |  |
|                                          |                                       | Cristiano II di Anhalt-Bernburg                 | Cristiano I di Anhalt-Bernburg            |  |  |       |  |  |                                 |  |  |                                |  |
|                                          |                                       | Cristiano II di Anhalt-Bernburg                 | Anna di Bentheim-Tecklenburg              |  |  |       |  |  |                                 |  |  |                                |  |
| Anna Sofia di Anhalt-Bernburg            |                                       | Cristiano II di Anhalt-Bernburg                 |                                           |  |  |       |  |  |                                 |  |  |                                |  |
|                                          |                                       | Eleonora Sofia di Schleswig-Holstein-Sonderburg | Giovanni di Schleswig-Holstein-Sonderburg |  |  |       |  |  |                                 |  |  |                                |  |
|                                          |                                       | Eleonora Sofia di Schleswig-Holstein-Sonderburg | Giovanni di Schleswig-Holstein-Sonderburg |  |  |       |  |  |                                 |  |  |                                |  |
|                                          |                                       | Eleonora Sofia di Schleswig-Holstein-Sonderburg | Agnese Edvige di Anhalt                   |  |  |       |  |  |                                 |  |  |                                |  |
|                                          |                                       | Eleonora Sofia di Schleswig-Holstein-Sonderburg |                                           |  |  |       |  |  |                                 |  |  |                                |  |